# فرنك غرب إفريقيا الفرنسي

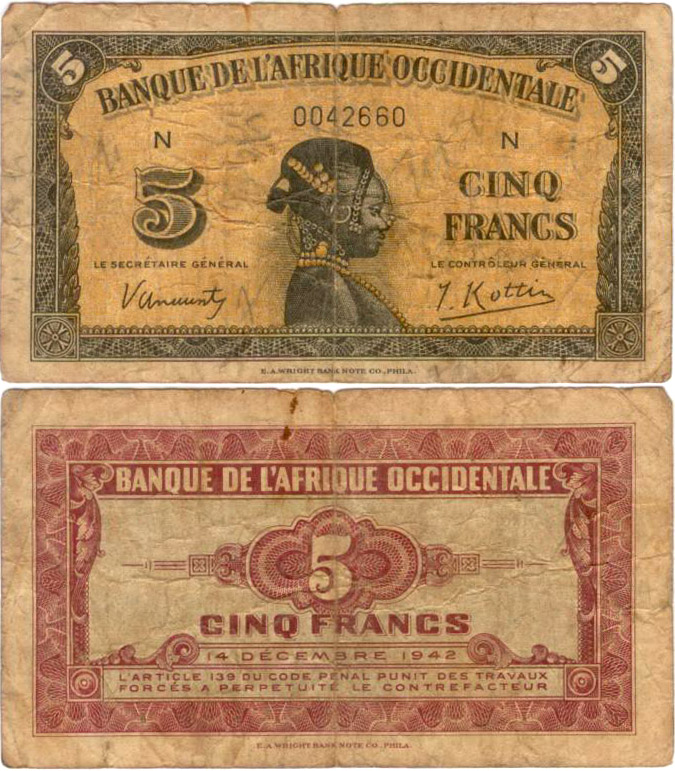
5 فرنكات غرب إفريقيا الفرنسية صدرت في 1943

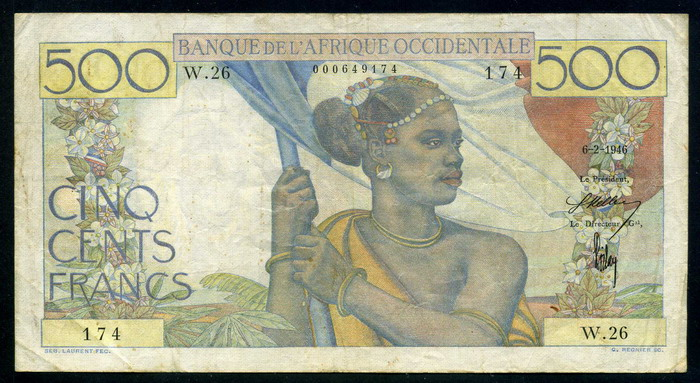
500 فرنك غرب إفريقيا الفرنسية صدرت في 1946

كان الفرنك هو العملة المستخدمة في غرب إفريقيا الفرنسي. تم تداول الفرنك جنبًا إلى جنب على شكل عملات ورقية من 1903، وقطع معدنية من 1944. تم استبدال فرنك غرب إفريقيا الفرنسي بالفرنك الغرب إفريقي.

## القطع النقدية
في 1944، تم إصدار قطع نقدية من فئة 50 سنتيم و1 فرنك مركبة من الألمنيوم والبرونز. كانت هذه القطع النقدية الوحيدة التي أصدرت قبل ظهور الفرنك الغرب إفريقي.

## الأوراق النقدية
بدأ بنك غرب إفريقيا بإصدار الأوراق النقدية في 1903. تم إصدار أوراق من فئة 100 فرنك في نفس العام، تبعه أوراق من فئة 5 فرنكات في 1904، و500 فرنك في 1912، و25 فرنك في 1917، و1000 فرنك في 1919، و50 فرنك في 1920. في 1943 تم إصدار أوراق من فئة 10 فرنكات. في 1944 قامت الحكومة بإصدار أوراق نقدية لعملات من فئة 50 سنتيم، و1 فرنك، و2 فرنك. استمر تداول أوراق فرنك غرب إفريقيا الفرنسي الصادرة عن بنك غرب إفريقيا حتى بعد صدور الفرنك الغرب إفريقي.